# Hägerstalunds gård

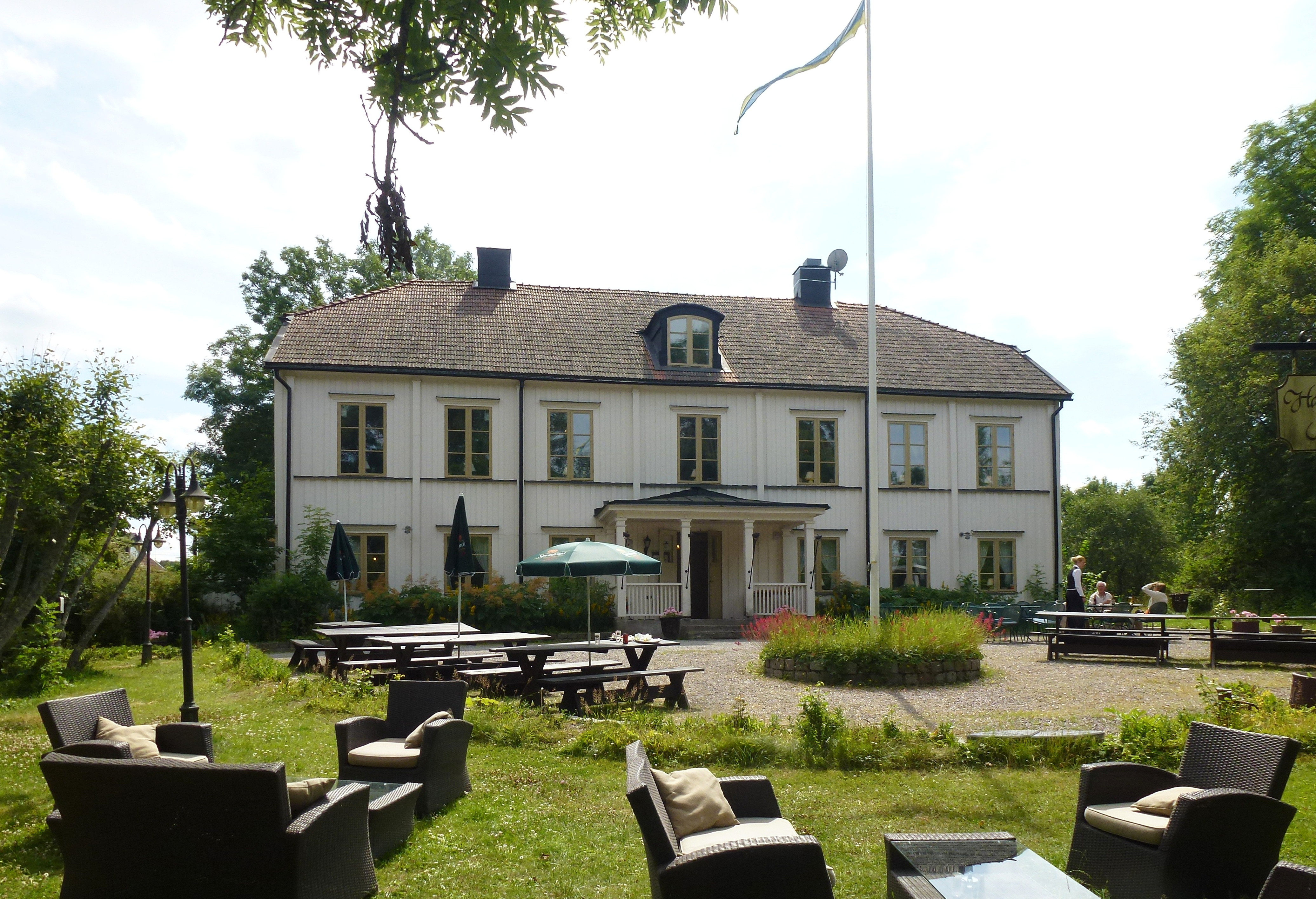
Hägerstalunds gård, fasad mot norr.

Hägerstalunds gård är en tidigare frälsegård belägen i stadsdelen Hansta i Spånga socken i Stockholms kommun. Gården fick sitt nuvarande namn på 1680-talet efter ägaren Nils Hägerflycht. Tidigare fanns här två gårdar som hette ”Hansta”, som är upprinnelsen till stadsdelens namn och vars rötter går tillbaka till järnåldern. Numera nyttjas byggnaden som värdshus.

## Tidig historik
Området kring gården, som sedan 1999 utgör Hansta naturreservat, har varit bebott sedan bronsåldern och där finns gravfält och runstenar sedan vikingatiden. Strax norr om gården kvarstår runstenen U 73 medan tvillingstenen U 72 flyttades 1896 till Skansen. Runstenarna berättar om två bröder som for till Grekland och aldrig kom tillbaka. Båda stenarna är märkta med ett kors, vilket visar att de som lät rista dem var kristna och levde i mitten av 1000-talet, vid vikingatidens slut. I närheten av runstenen ligger tre gravfält som tidigare kan ha hängt samman och varit gårdsgravfält till den förhistoriska gården Hansta.

## Gårdens äldre historik

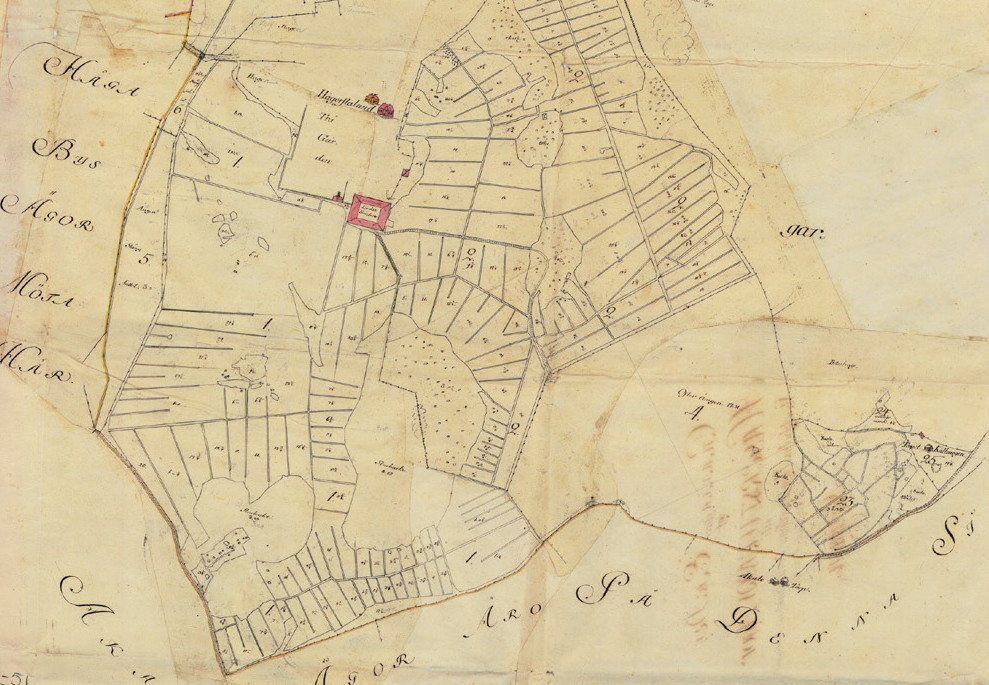
Hägerstalunds gård 1803.

Gården omnämns första gången 1539 som ”Hanasta” och man tror att det syftar på ordet hane, orrtupp eller tjädertupp. Sitt nuvarande namn  ”Hägerstalund” fick gården på 1680-talet efter ämbetsmannen Nils Hägerflycht, som övertog de båda Hansta-gårdarna. Han slog ihop de båda husen och lät uppföra en ny manbyggnad, som han uppkallade efter sig själv. Från 1682 var han bosatt där. Huvudbyggnaden är ett panelad och vitmålat trähus i två våningar. Taket är valmat tegeltak med frontespis. Gården flankerades mot norr av två envånings flygelbyggnader som numera är försvunna. Runt gården fanns en stor trädgård med lusthus och slingrande parkgångar. Förbi gården gick den gamla häradsvägen som är skriftligt belagd sedan medeltiden men har troligen anor ända från järnåldern. Vägen knöt bland annat ihop Järfälla kyrka med Sollentuna kyrka.
Till gården hörde även fyra torp: Solhyllan, Ekåsen, Källmon och Brandten, som tillkom under 1600-talets slut och början av 1700-talet. Solhyllan var bebott från åtminstone 1694 men var avhyst 1828. På en karta från 1803 står att marken då brukades av torpet Ekåsen som låg cirka 500 meter söder om Solhyllan. Inget av dem finns kvar. Efter Nils Hägerflychts död 1702 ärvdes gården av sonen, landshövding Arvid Hägerflycht. Efter honom övertogs gården av släkten Teet och Aminoff, därefter av ofrälse stockholmsborgare.

## Gårdens torp

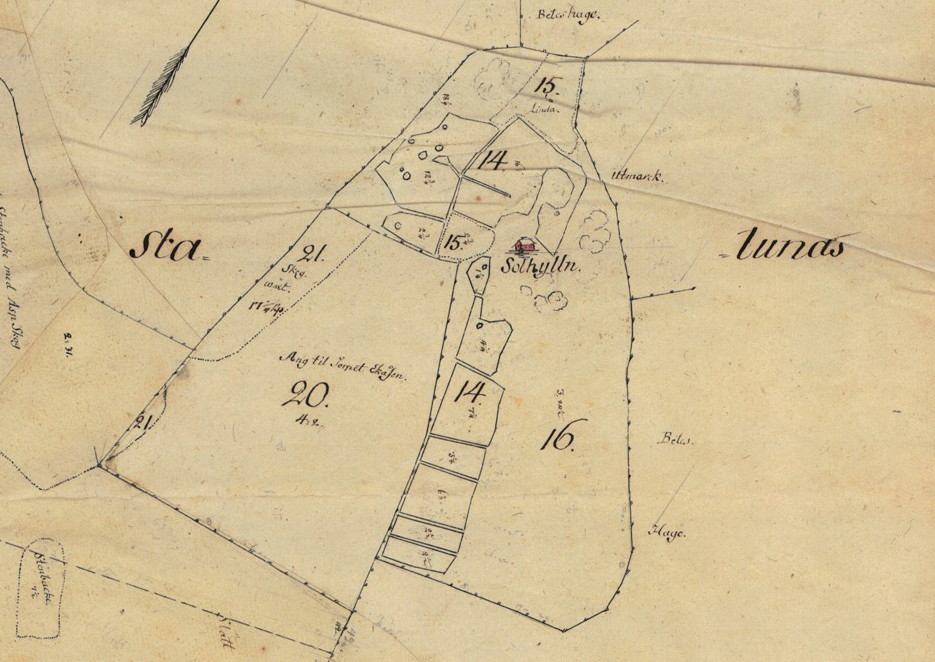
Torpet Solhyllan 1803
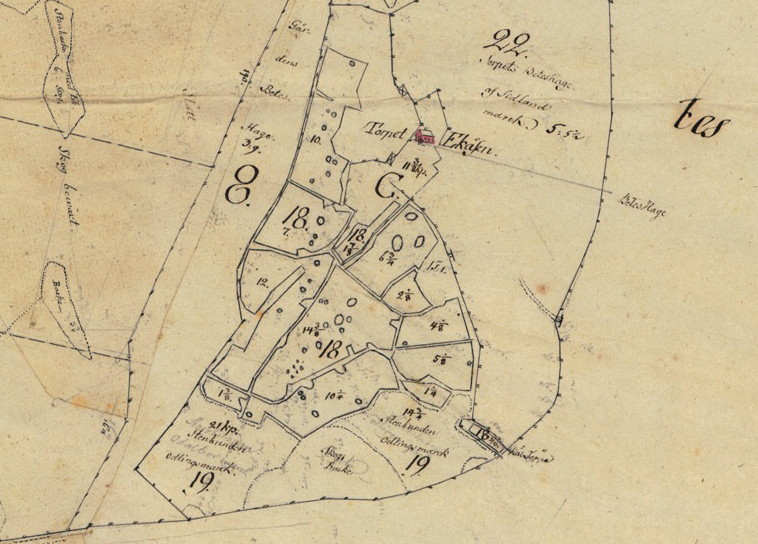
Torpet Ekåsen 1803
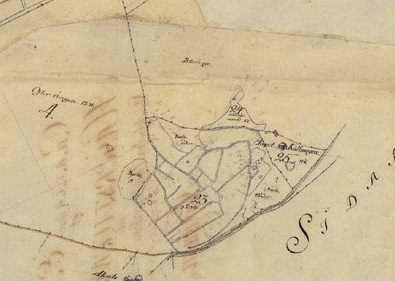
Torpet Källmon 1803
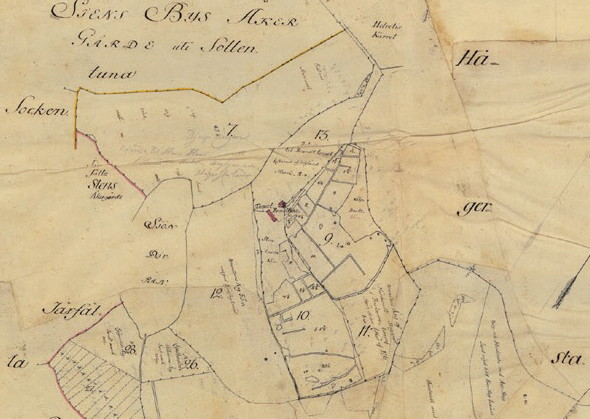
Torpet Branten 1803

## Gårdens nyare historik
I början av 1900-talet förvärvades Hägerstalund av kronan. Gården ingick då i ett militärt övningsområde för Järva skjutfält och byggnaden nyttjades som officersförläggning. När den militära verksamheten upphörde år 1970 övertog Stockholms stad äganderätten och anläggningen stod öde under några år. Närheten till Barkarby flygfält  avskräckte de flesta köpspekulanter. 1984 påbörjades renoveringen av manbyggnaden och resultatet blev Hägerstalunds Wärdshus som invigdes 1985.

## Gården och omgivningen

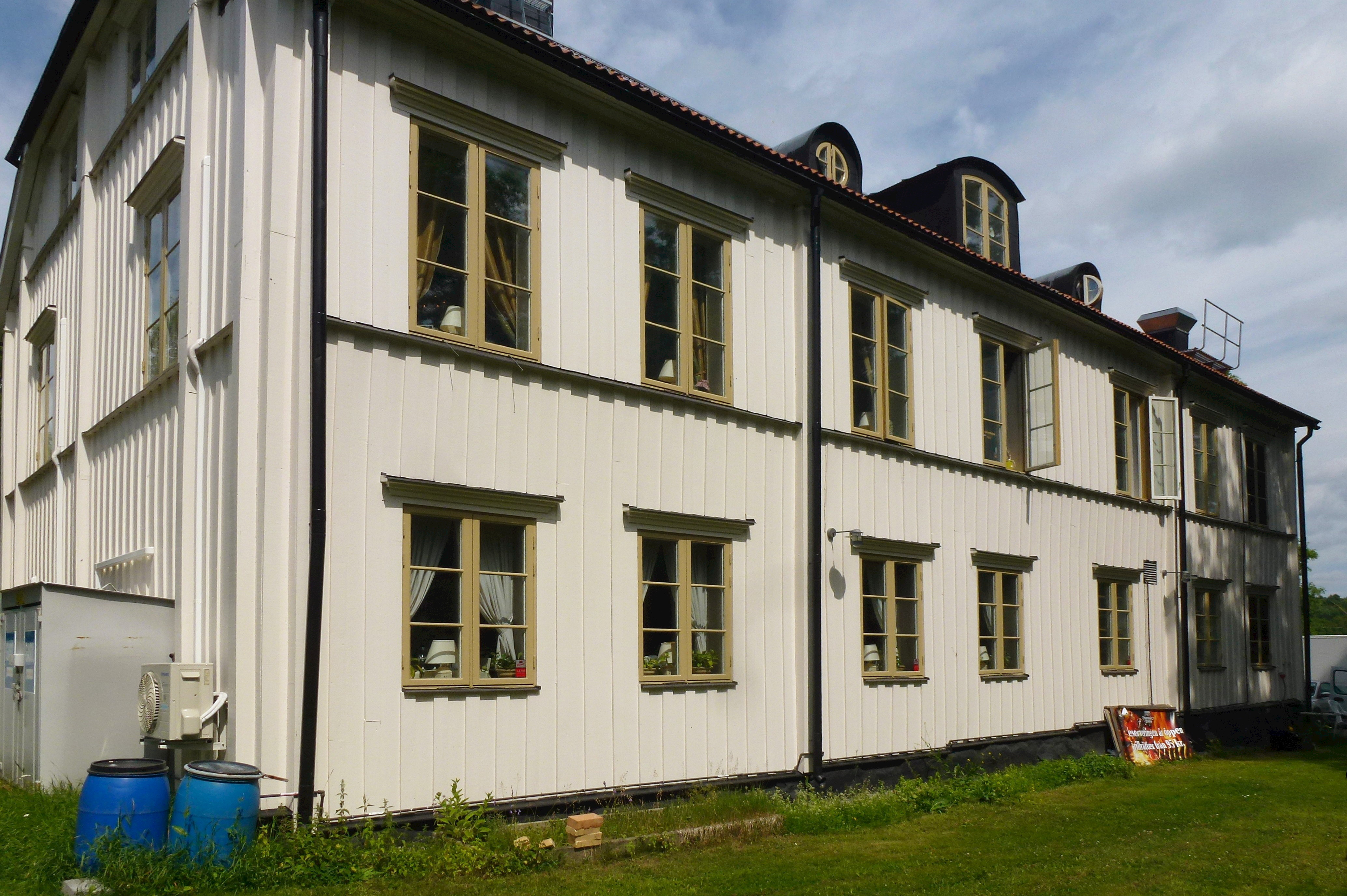
Hägerstalunds gård mot syd
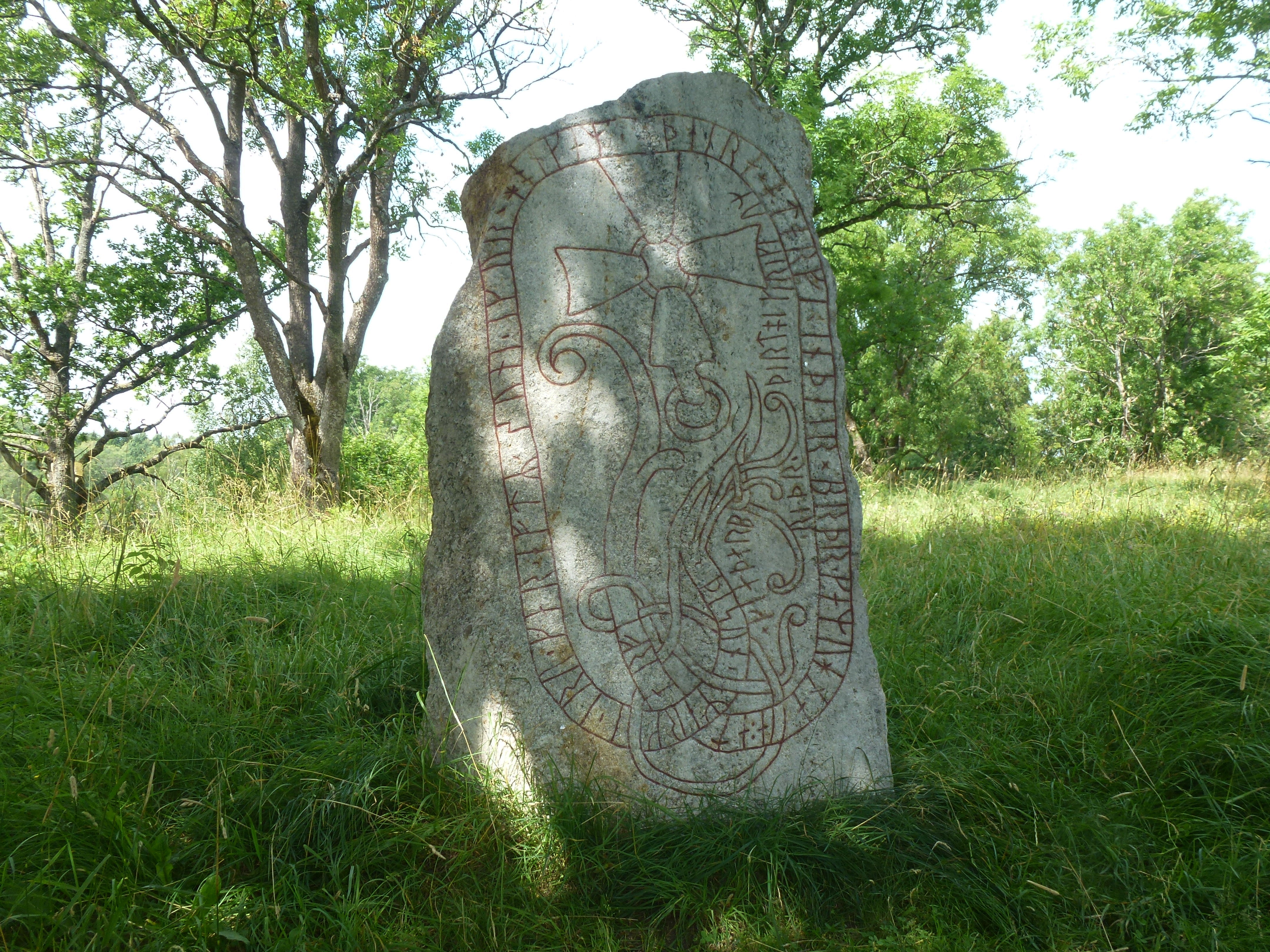
Upplands runinskrifter 73
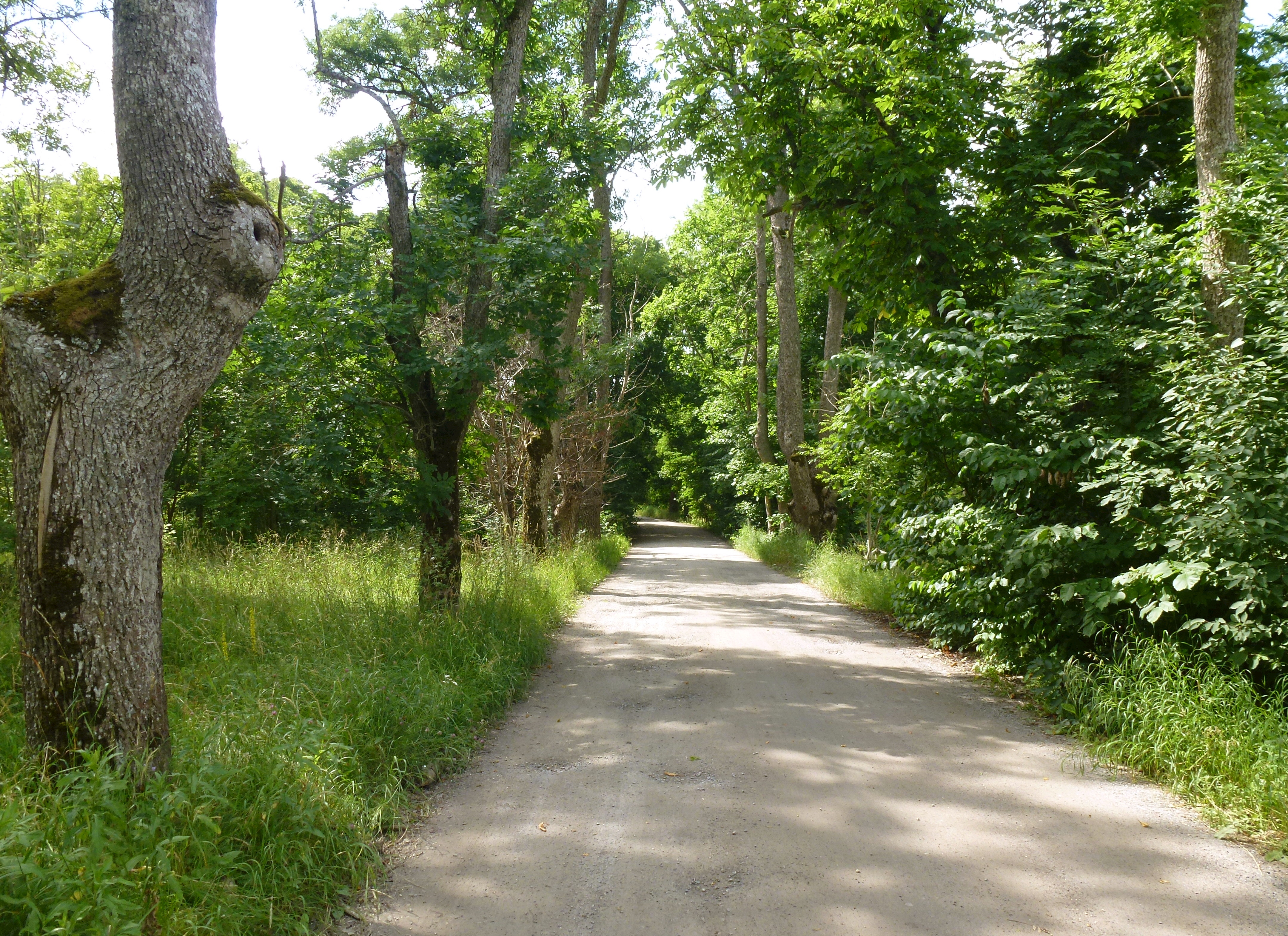
Gamla häradsvägen vid gården
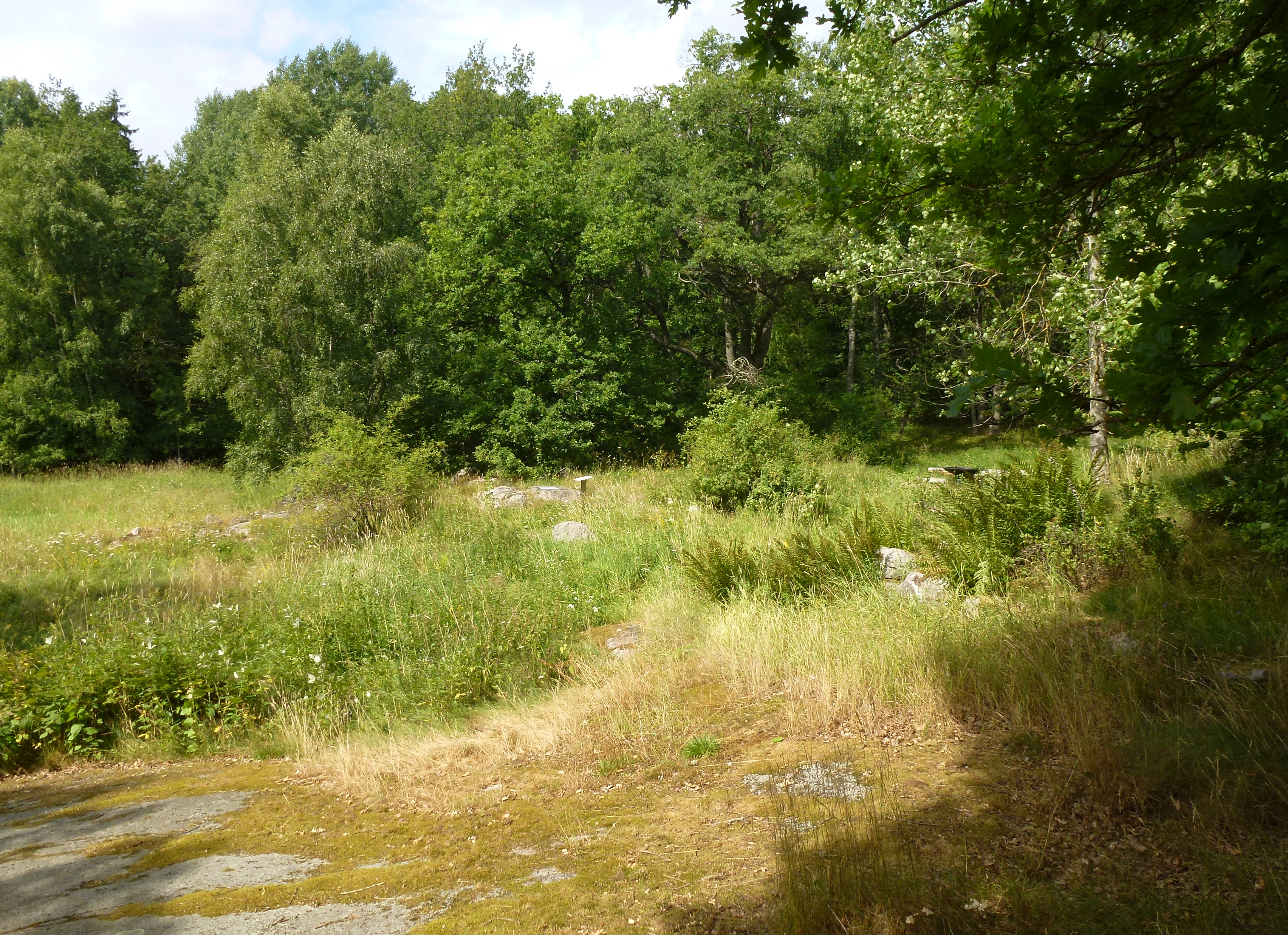
Platsen för torpet Solhyllan